# MasterPlex ReaderFit
MasterPlex ReaderFitは、日立ソリューションズが開発・販売するマイクロプレートリーダ用定量解析ソフトウェアである。

## 概要
最初のソフトウェア「MasterPlex PT」を2008年1月に発表。
前身のソフトウェア「DNASIS Plex Lite」を2008年8月に発表。
最新バージョンでは、ユーザーインターフェースを一新した「MasterPlex ReaderFit」という名称に変更。
最適な検量線（標準曲線）を自動選択し、濃度を定量する。
EC50やIC50の計算も可能。
2009年春頃から米国で先行発売し、マイナーチェンジを行い2010年2月に日本でリリース。
2010年の最新版は9月にリリースされた。
日立ソリューションズソフトウェアのサイトで検索しても最新情報は出てこない。